# Hyriodes leucocraspis
Hyriodes leucocraspis är en fjärilsart som beskrevs av George Francis Hampson 1910. Hyriodes leucocraspis ingår i släktet Hyriodes och familjen nattflyn. Inga underarter finns listade i Catalogue of Life.